# 藍浩語
藍浩語（1983年8月2日—），原名藍瑞瑜，臺灣女子籃球運動員，現效力於國泰女籃。藍浩語就讀壯圍國中時因為湊人數才加入籃球隊，開始接觸了籃球，之後獲推薦加入南亞女籃幼隊穀保家商，高中畢業時遇上南亞女籃解散，曾到電信女籃練習，最終來到國泰女籃，2019年起與隊友李宥叡出任淡水商工助理教練。

## 外部連結
- 藍浩語在fiba.basketball（英语）
- 藍浩語在fiba.basketball（英语）
- 藍浩語在fiba.basketball（英语）
- 藍浩語在archive.fiba.com（存檔）（英语）
- 藍浩語在archive.fiba.com（存檔）（英语）
- 藍浩語在Eurobasket.com（球員）（英语）
- 藍浩語在Proballers（英语）